# Let L-610
Die Let L-610 ist ein in Tschechien hergestelltes zweimotoriges Passagierflugzeug der Firma LET. Die Maschine war Mitte der 1980er Jahre als 40-sitzige Turboprop-Maschine für die sowjetische Aeroflot geplant, wurde nach der Wende jedoch für den westlichen Markt angepasst.

## Entwicklung
Die L-610 ist eine Weiterentwicklung der ebenfalls zweimotorigen Let L-410, wobei die Let L-610 mit westlichen Komponenten ausgerüstet ist. Die ursprüngliche Version L-610M flog erstmals am 28. Dezember 1988. Ab 1991 erfolgte die Auslieferung einiger Exemplare an die Aeroflot. Da diese aber nicht in westlichen Devisen zahlte, wurde die Lieferung weiterer Maschinen storniert. Es erfolgte eine Neuorientierung auf den westlichen Markt.
Der Erstflug der geänderten Version L-610G – durch die Zusammenarbeit mit der US-Firma Ayres auch als Ayres 7000 bezeichnet – fand am 18. Dezember 1992 statt. Sie verfügt statt der ursprünglichen beiden 1358-kW-Dreiwellen-Turboprop-Triebwerke Walter/Motorlet M 602 über zwei 1305-kW-Turboprop-Triebwerke vom Typ General Electric CT7-9D mit Vierblattpropeller mit 3,35 m Durchmesser sowie über Collins-Pro-Line-II-Avionik und ein Autopilot- und Wetterradarsystem von Collins.
Auf dem Aerosalon 1997 in Le Bourget wurde die L-610G OK-CZD vorgeflogen. Da sich keine Verkäufe ergaben, wurde das Projekt 2006 offiziell eingestellt. Das gleiche Schicksal ereilte die für die Maschine vorgesehenen Walter-M602-Triebwerke, von denen nur 34 Stück gebaut wurden.
Im Jahr 2019 wollte das russische  Ministerium für Industrie und Handel die Weiterentwicklung der Let L-610 finanzieren – seit 2016 ist in Russland schon der Bau der Let L-410 im Gange. Für einen Marktanteil von 1 Prozent des Passagierverkehrs wurde ein Flugzeug mit einem Anschaffungspreis von nicht unter 12 Millionen Dollar als möglicherweise zu teuer bezeichnet.

## Technische Daten
| Kenngröße             | Daten                                                                              |
| --------------------- | ---------------------------------------------------------------------------------- |
| Besatzung             | 2 Piloten                                                                          |
| Passagiere            | 40                                                                                 |
| Länge                 | 21,40 m                                                                            |
| Spannweite            | 25,60 m                                                                            |
| Höhe                  | 9,10 m                                                                             |
| Flügelfläche          | 56 m²                                                                              |
| Flügelstreckung       | 11,7                                                                               |
| Leermasse             | 9.000 kg                                                                           |
| max. Startmasse       | 14.500 kg                                                                          |
| Reisegeschwindigkeit  | 408 km/h                                                                           |
| Höchstgeschwindigkeit | 490 km/h                                                                           |
| Landegeschwindigkeit  | 139 km/h                                                                           |
| Dienstgipfelhöhe      | 10.250 m                                                                           |
| Steigleistung         | 8,5 m/s                                                                            |
| Reichweite            | 870 km (L-610G: 1330 km)                                                           |
| Triebwerke            | 2 Turboprop-Triebwerke General Electric CT7-9D mit je 1.305 kW (1.774 PS) Leistung |